# Cheilanthes alabamensis
Cheilanthes alabamensis là một loài thực vật có mạch trong họ Adiantaceae. Loài này được (Buckley) Kunze miêu tả khoa học đầu tiên năm 1847.